# Теренцо
Теренцо (італ. Terenzo) — муніципалітет в Італії, у регіоні Емілія-Романья,  провінція Парма.
Теренцо розташоване на відстані близько 360 км на північний захід від Рима, 105 км на захід від Болоньї, 29 км на південний захід від Парми.
Населення — 1178 осіб (2014).

## Демографія
Населення за роками:

Станом на 1 січня 2023 року в муніципалітеті офіційно проживало 115 іноземців з 24 країн, серед них 18 громадян країн Євросоюзу та 1 громадянин України.

## Сусідні муніципалітети
- Берчето
- Калестано
- Форново-ді-Таро
- Сала-Баганца
- Соліньяно